# Otodistomum scymni
Otodistomum scymni är en plattmaskart. Otodistomum scymni ingår i släktet Otodistomum och familjen Azygiidae. Inga underarter finns listade i Catalogue of Life.